# Tomášovce (district de Lučenec)
Tomášovce (hongrois : Losonctamási) est un village de Slovaquie situé dans la région de Banská Bystrica.

## Histoire
La première mention écrite du village date de 1293.
La localité fut annexée par la Hongrie après le premier arbitrage de Vienne le 2 novembre 1938. En 1938, on comptait 345 habitants dont 3 d'origine juive. Elle faisait partie du district de Rimavská Sobota (hongrois : Rimaszombati járás). Le nom de la localité avant la Seconde Guerre mondiale était Tomášovce/Tamási. Durant la période 1938 - 1945, le nom hongrois Balogtamási était d'usage. À la libération, la commune a été réintégrée dans la Tchécoslovaquie reconstituée.

## Démographie

### Évolution de la population
| Année:               | 1994. | 2004.   | 2014. | 2024.   |
| -------------------- | ----- | ------- | ----- | ------- |
| Nombre de personnes: | 1511  | 1500    | 1395  | 1338    |
| Différence:          |       | -0,72 % | -7 %  | -4,08 % |

| Année:               | 2023. | 2024.   |
| -------------------- | ----- | ------- |
| Nombre de personnes: | 1335  | 1338    |
| Différence:          |       | +0,22 % |